# Ambra Angiolini
Ambra Angiolini (Roma, 22 d'abril de 1977) és una actriu, presentadora de televisió, presentadora de ràdio i cantant italiana.
Després de debutar a la televisió quan encara era adolescent a Bulli e pupe, un programa d'estiu en hora de màxima audiència de Canale 5, va adquirir una enorme notorietat la temporada 1992/1993 amb la direcció del programa Non è la Rai, que es va convertir en un autèntic fenomen; en el context de la radiodifusió també es va embarcar en una carrera de cantant, posteriorment va publicar quatre discos per a RTI Music i va participar en el musical Emotions el 2001 .
Posteriorment va continuar presentant programes de televisió (com Generazione X, Super i el Dopofestival del Festival di Sanremo 1996) i va experimentar amb diversos altres papers en el món de l'entreteniment, com a presentadora de ràdio, actriu de teatre, cinema i televisió, sovint rebent bons resultats, èxit i guanyant diversos premis.
La seva primera experiència real com a actriu de cinema, a la pel·lícula Saturn contra de Ferzan Özpetek, li va valer el reconeixement del públic i la crítica, fent-la guanyar els principals premis del cinema italià del 2007: el David di Donatello i la cinta de plata com a millor actriu protagonista i el Globus d'Or i el Golden Ciak com a revelació de l'any.

## Biografia
Va néixer a Roma, la tercera filla d'Alfredo Angiolini i Doriana Comini, després de Bàrbara i Andrea, que va créixer al barri de Palmarola. Després de cursar primària en un institut de monges i d'haver demostrat una especial aptitud per a la dansa, la seva professora de dansa li va informar de l'existència d'un càsting Fininvest, en el qual buscaven noies que sabien ballar, en el qual va participar amb èxit. positiu, obtenint l'oportunitat de seguir una carrera en el món de l'espectacle.
1992 - 1995: Non è la Rai

Angiolini va debutar a la televisió als 13 anys, com a figura en dues edicions del programa Rai 1 Fantastico el 1990 i el 1991. Va debutar oficialment l'estiu de 1992 amb el programa Bulli e pupe, dirigit per Gianni Boncompagni, on va interpretar la cançó Poster de Claudio Baglioni, doblada per Raffaella Misiti, corista del programa, arribant a la darrera vetllada.
A partir del setembre del mateix any es va incorporar al repartiment de la segona edició de Non è la Rai, programa també ideat i dirigit per Boncompagni; durant la temporada se li confia una part de l'espectacle, és a dir, la realització del Gioco dello zainetto, durant el qual aconsegueix fer-se notar per la seva facilitat, convertint-se ràpidament en una de les noies més populars del programa. També en la mateixa temporada també participa en l'especial d'Any Nou de l'emissió, emès a Canale 5, i a primera hora del vespre d'Italia 1 Rock'n'Roll conduït per Orietta Berti. A partir del setembre de 1993, amb l'inici de la tercera edició del programa, se li va encarregar la realització de tot l'espectacle, encapçalant el centenar de noies que hi participaven; en aquella temporada l'atenció dels mitjans es va centrar especialment en ella que, guiada a través d'auriculars per Boncompagni, va jugar a comportar-se de manera megalòmana i desagradable, despertant moltes crítiques en diverses ocasions, sobretot quan durant la campanya electoral de la primavera de 1994 es va mostrar obertament a favor de Silvio Berlusconi. Paral·lelament a les crítiques, Ambra té molt d'èxit sobretot entre el públic més jove que segueix l'emissió, aconseguint guanyar el Telegatto com a personatge revelació de l'any aquell mateix any.
En el mateix període, el programa de televisió Raitre Blob li va dedicar un dibuix animat creat a partir d'una idea de Marco Giusti, Enrico Ghezzi, Guia Croce i Mario Verger, i es van publicar alguns assaigs sobre la noia, entre els quals Voglio sposare Ambra.
El gran èxit de T'appartengo (1994)

La tardor de 1994 va tornar a dirigir Non è la Rai, que ja arriba a la quarta i darrera edició, i va debutar com a cantant amb el disc T'appartengo, que després va ser traduït al castellà i publicat també a Espanya i Amèrica del Sud. L'àlbum ven 800.000 còpies només a Itàlia i aconsegueix vuit discos de platí i un d'or, aconseguint la sisena posició a les llistes d'àlbums italians i sent el 52è més venut de 1994.
Després de l'experiència a Non è la Rai del 30 de juny de 1995 comença un estiu molt intens per a Ambra, que la veu dividida entre la participació al Festivalbar de 1995 amb la cançó L'elevator i la gira T'appartengo, que va començar a la primavera d'aquell any, que té un gran nombre de seguidors. El juliol d'aquell estiu també va començar a filmar una pel·lícula per a televisió, Favola, dirigida per Fabrizio De Angelis, que es va emetre la primavera següent en hora de màxima audiència a Italia 1 amb un gran èxit de públic.
1995 - 2006: entre TV, música, ràdio i teatre

Des de setembre de 1995 dirigeix el programa Italia 1 Generazione X, que substitueix Non è la Rai i roman en antena fins al juliol de 1996. Durant aquesta temporada televisiva Ambra publica el seu segon disc, Angiolini (gener de 1996). Simultàniament a Espanya i Amèrica Llatina, es va publicar la versió en castellà del seu anterior disc, T'appartengo, anomenat Te pertenezco.
El febrer del mateix any va aconseguir l'alliberament de Mediaset, amb el qual tenia un contracte exclusiu, per ajudar Pippo Baudo a dirigir el Dopofestival de Sanremo. Més tard relataria que havia escrit personalment a Silvio Berlusconi per demanar-li l'alliberament. A la primavera d'aquell any va estar al centre d'una polèmica per la seva no participació a l'emissió del dissabte al vespre de Canale 5 Il Boom, arran de les desavinences amb la producció i amb el director d'orquestra Teo Teocoli sobre el paper que hauria d'haver interpretat.
En els mesos següents, Angelitos, una traducció al castellà d'Angiolini, també es va publicar a Espanya i Amèrica del Sud, amb el suport dels senzills Te esperaba a tí i Hoy no sé, quizá mañana. A la primavera va protagonitzar la telefilm Favola emesa en prime time a Italia 1, que va obtenir una bona resposta d'audiència, i també va ser escollida per Telecom Italia com a testimoni d'una campanya publicitària de targetes telefòniques, en la qual va protagonitzar. en un anunci, així com a les targetes de 5.000 £, 10.000 £ i 15.000 £.
Durant l'estiu arriba a Canale 5 per dirigir el programa Super music, on roman fins al gener següent, continua la promoció del seu disc, presentant la cançó Aspettavo te (en versió remix) al Festivalbar 1996, i s'embarca, a la gira nacional "Angiolini Tour".
A la tardor va ser escollida per donar suport a Gerry Scotti en la direcció del programa Non dimenticate lo spazzolino da denti, en hora de màxima audiència a Italia 1. El programa, que ja havia estat poc seguit l'any anterior sota la direcció de Fiorello, no va aconseguir, però, l'èxit esperat. Un cop finalitzada l'emissió, Ambra va rescindir de manera consensuada el contracte de col·laboració amb Mediaset (el termini natural previst era el juny de 1997), passant a la televisió pública. És substituïda com a gerent de Super per una altra exnòvia de Non è la Rai, Laura Freddi.
1997 s'obre amb la participació al Festival de Viña del Mar, un esdeveniment internacional de cant xilè, en el qual canta les cançons Te pertenezco i El ascensor. L'abril següent, juntament amb Mike Bongiorno, presenta Sanremo Top a Rai 1 i en el mateix període, a Canale 5, és convidada del Bagaglino al Salone Margherita per a un episodi dedicat a ella del programa Viva. le Italiane, on ella recorre irònicament la seva carrera. També aquest any lidera sense gaire sort a Rai 2 el programa de varietats en 4 capítols Carosello, creat per Enrico Ghezzi.
El 28 d'agost es va publicar el seu tercer disc, Ritmo Vitale, que va suposar un punt d'inflexió en la seva carrera musical; a diferència de T'appartengo i Angiolini, el nou disc de fet conté cançons escrites per ella mateixa; el tema recurrent del disc era el sexe. Per promocionar el disc, participa a Un disco per l'estate  i, per tercera vegada consecutiva, al Festivalbar.
A la tardor s'embarca en una gira nacional, la Gira de 1997. Paral·lelament té la seva primera experiència en directe com a cantant a la televisió durant l'emissió de Red Ronnie's Roxy Bar, emesa a TMC 2. També durant l'any 1997 participa en un episodi de la Espectacle itinerant de Raitre Milà-Roma, en companyia de Dario Fo, en el qual Fo va saber que havia guanyat el Premi Nobel de literatura.
El 1998 marca el debut d'Angiolini com a presentador de ràdio; durant tot el mes d'agost presenta Radio 105 105 estate, un programa en el qual il·lustra el rànquing de les cançons més exitoses del moment. Després d'una breu experiència com a model el juliol de 1998, desfilant per la prestigiosa escala de "Trinità dei Monti" amb vestit de núvia a instàncies de l'estilista Franco Ciambella en el marc de l'emissió de Canale 5 Donna sotto le stelle, va continuar la seva carrera radiofònica a RTL 102.5 que presenta, els diumenges, el programa Capriccio sobre sexe. Durant l'any 1998 també va publicar a Espanya i Brasil la versió en castellà del seu tercer disc, Ritmos Vitales, del qual s'extreu el senzill Tu, yo, Francesca y Davide (versió en castellà de Io, te, Francesca i Davide).
L'estiu de 1999 va tornar a la televisió, durant tot l'estiu, amb el programa Gratis de Rai 1, va participar en l'esdeveniment "Voices for Europe", on va guanyar un "Lifetime Achievement Award" i va actuar amb la cançó Canto. alla luna, que anticipa el llançament de l'àlbum InCanto. Malgrat una major profunditat de les lletres, que tracten temes polítics i d'actualitat (la cançó Luca e Stella tracta sobre el tema de l'homosexualitat), el disc es ven menys que els anteriors i no es tradueix al castellà com els altres, sancionant així el final del contracte entre Ambra i RTI Music, que havia publicat els seus discos al llarg dels anys noranta. En aquest mateix període és especialment activa en l'àmbit social donant suport a diversos temes i esdevenint, entre altres coses, la primera patrona de l'Orgull Gai l'any 2000. Activista pels drets LGBT, a la segona meitat dels anys noranta havia servit al Mario cercle de cultura homosexual "Mieli di Roma" com a voluntaria. En aquest període també fa duets amb Platinette en una versió de la famosa cançó de Raffaella Carrà Ma che musica maestro, continguda al primer disc de Platinette Da Viva - Vol. 1.
A finals d'any marxa al Marroc per rodar la telefilm Maria Maddalena, on interpreta el paper de Salomé, juntament amb Maria Grazia Cucinotta (en el paper de Maria Maddalena) i Giuliana De Sio (Herodias, la mare de Salomé). La telefilm s'emet el 24 d'abril de 2000, dia de Pasqua, a Canale 5.
El febrer de 2000, per a Radio Kiss Kiss, dirigeix un programa dedicat al Festival de Sanremo titulat Tutti pazzi per Sanremo, emès del dilluns 21 al diumenge 27 de febrer. El juliol del mateix any torna a la televisió amb la direcció del programa Speciale Pop, que tracta la música en les seves diferents facetes, alternant-se en la direcció amb altres artistes.
L'estiu del 2000 va marcar un punt d'inflexió en la seva carrera. Ambra va debutar al teatre amb la comèdia I Menecmi, de Plaute, dirigida per Nicasio Anselmo, fent l'espectacle per tota Sicília. La interpretació rep excel·lents crítiques, primer testimoni del premi "Venere d'argento" i després de la "Torre d'argento", com a actriu de teatre revelació de l'any 2000.
En el mateix període dirigeix un programa de ràdio a Radio Due, 40 gradi all'Ambra, que s'emet tots els dissabtes i diumenges a les 9:00 fins al 17 de setembre. El programa va tenir un bon èxit, i va ser seguit per Luci e Ambra, un altre programa que s'emet cada diumenge a Radio Due durant tota la temporada fins al juny de 2001. El gener de 2001 va ser escollida com a protagonista, durant quatre vespres, de La duchessa di Amalfi', interpretada a la Basílica del Crucifix d'Amalfi dirigida per Nuccio Siano.
Amb motiu del Festival de Sanremo de 2001 també dirigeix Radio Due Ambra & gli Ambranati juntament amb Roberta Beta i el Trio Medusa de Le Iene (batejat com el trio degli Ambranati per a l'ocasió). El maig del mateix any va conduir el programa Menta forte de Radio Due, que té com a tema principal les mentides, i del qual es va produir una segona edició el setembre de 2002.
També l'any 2001, juntament amb altres personatges famosos (com Jerry Calà, Umberto Smaila, Adriana Volpe), participa en l'enregistrament del single Frena, inspirat en la famosa cançó de Carlotta, la recaptació de la qual de les vendes es destina íntegrament a la caritat. a l'associació Montecatone per al desenvolupament de noves tècniques de rehabilitació, i es troba entre els protagonistes de la tercera temporada de la ficció de Rai 1 Una donna per amico, interpretant el paper de Tea. El setembre de 2001 va participar en l'espectacle commemoratiu Non è la Rai, que celebra els 10 anys del primer capítol de Non è la Rai. Un mes després torna per presentar un programa de televisió, L'assemblage, que s'emet cada dissabte a la tarda durant una hora a Italia 1 durant tota la temporada. En el mateix període, va debutar com a director editant el vídeo de la cançó Il bellissimo mestiere de Marco Masini, on també n'és la protagonista.
També en aquesta temporada va protagonitzar el musical Emozioni, dirigit per Sergio Japino, que va recórrer els teatres italians més importants i en el qual va interpretar diverses cançons de Lucio Battisti juntament amb Sabrina Salerno, Mirko Petrini i Vladimir Luxuria; i recita a Gianburrasca, de Rita Pavone, un musical fet per a la televisió emès a Canale 5 el 5 de gener de 2002. Després de l'experiència dEmozioni, es va publicar un recull de cançons interpretades durant l'actuació.
El 2002, juntament amb Jane Alexander, va dirigir el Concert de l'Orgull a la "Piazza Bocca della Verità" de Roma, un concert que va seguir al Orgull Gai de 2002, on Ambra fa un petó a Alexander a la boca, causant sensació. També acull els Jocs de Seguretat Viària del Saló de l'Automòbil de Bolonya, al Pavelló 23, el saló internacional de l'automòbil i la moto de Bolonya.
El 2003 va presentar un remake de Speciale per voi de Renzo Arbore a Rai 2; aquesta experiència va de la mà del seu primer embaràs, que portarà a terme l'any següent al naixement de Jolanda, amb la seva parella Francesco Renga.
Després d'una pausa, l'estiu del 2004 va ser escollida per dirigir el "Cornetto Freemusic Festival", experiència que va repetir el 2005 i el 2006. El mateix any, al setembre, va liderar les prefinals de Miss Italia a San Benedetto del Tronto. en parella amb Cristiano Militello.
El 2005 va estar entre els comentaristes del Festival de Sanremo, aquell any dirigit per Paolo Bonolis i guanyat pel seu company Francesco Renga amb la cançó Angelo, dedicada a la seva filla Jolanda; a l'estiu, a més de dirigir per segon any el "Cornetto Freemusic Festival", s'incorpora a Michele Mirabella al programa matinal de Raitre Cominciamo bene estate.. A la tardor participa en la creació de l'especial de prime-time de Happy Channel Non è la Rai - Speciale, un espectacle que celebra la transmissió que li va donar èxit, i acull el programa dedicat a la moda Chicas, creat per Francesca Fogar, a la Fox. Canal via satèl·lit.
Va tornar a Rai el febrer de 2006, per conduir el programa Dammi il tempo, emès a la tarda a Raitre. En aquesta ocasió es va presentar davant les càmeres embarassada del seu segon fill amb Renga. El mateix any torna a la ràdio com a presentadora del programa Ci Play o ci fai?, emès a l'emissora Play Radio.

## 2007: debut al cinema
També a l'estiu del 2006 va començar el rodatge de la pel·lícula Saturno Contro, en la qual interpretava el paper de la cocaïmana Roberta, dirigida per Ferzan Özpetek; pel·lícula que va marcar el seu debut a la gran pantalla. A la tardor, sempre a Play Radio, condueix el programa Arrivano le femmine, una experiència que finalitza el març de 2007. El 2 de desembre de 2006 al Palalido de Milà acull, juntament amb Mago Forest, la primera edició del "Kids' Choice Premis".
El 2007 resulta ser un any molt ric des del punt de vista laboral; a finals de febrer s'estrena als cinemes Saturno contro, rebut de manera especialment positiva per la crítica, tant és així que Ambra guanya diversos premis com la Cinta de Plata, el David di Donatello el Globus d'Or i el Golden Ciak com a millor actriu secundària o com a millor revelació.
El mateix any apareix al vídeo de la cançó que és la banda sonora de la pel·lícula: Passion sung by Neffa. El 29 d'agost va ser padrina del Festival de Cinema de Venècia, mentre que a la tardor de 2007 va tornar a la televisió i va participar en la varietat satírica de LA7 Crozza Italia en la qual es va unir a Maurizio Crozza i Carla Signoris.
Torna a la gran pantalla l'11 de gener de 2008, data d'estrena de la seva segona pel·lícula Black and White, dirigida per Cristina Comencini, en la qual s'acompanya de Fabio Volo. El març de 2008 també es va estrenar als cinemes la pel·lícula francesa (Le renard et l'enfant) dirigida per Luc Jacquet, en la qual interpreta el paper de narrador de la història en l'adaptació italiana.
Des del febrer de 2008 està en rotació als canals musicals amb algunes participacions en diversos videoclips: el de la cançó Dimmi, un senzill de l'àlbum Ferro e cartoon de Francesco Renga, el de Io che amo solo te de Fiorella Mannoia, conjuntament amb altres actors italians com Giorgio Pasotti, Carolina Crescentini, Enrico Lo Verso, Gianmarco Tognazzi i Simona Cavallari i el de la cançó In Italia de Fabri Fibra i Gianna Nannini. A la primavera va tornar a ser amfitrió amb un programa de MTV Italia titulat Stasera niente MTV. Per a l'emissió, va gravar els temes d'obertura (Voglia questa vora) i el tema de la cua (Tunga tunga), amb textos irònics escrits per a ella per Mauro Di Maggio. També per la mateixa cadena participa en el mega-concert MTV Day com a presentadora.

## 2008 - 2018: èxit al cinema i al teatre
El 27 de juny de 2009 va dirigir un especial sobre les Cintes de Plata de 2009 a Rai 1 a la tarda, des del Teatre Antic de Taormina. Durant l'estiu a Bobbio va protagonitzar el "curt" realitzat pels alumnes del laboratori Fare Cinema de Marco Bellocchio, inspirat en la història de la monja de Monza i ambientat al segle xvii, a les antigues presons del país.
A l'estiu condueix el programa de ràdio Radio Due Per fortuna che c'è la radio, mentre que el 20 de novembre de 2009 s'estrena la pel·lícula Ce n'è per tutti, dirigida per Luciano Melchionna, rodada a Roma entre novembre de 2008 i Gener de 2009. Des del gener de 2010 treballa al teatre amb una nova posada en escena del monòleg La misteriosa scomparsa di W de Stefano Benni, dirigit per Giorgio Gallione. L'espectacle, produït pel "Teatro dell'Archivolto", surt de Gènova per traslladar-se a diferents ciutats.
El març de 2010 va participar en el projecte Insula del director Eric Alexander, un curtmetratge amb finalitats socials. També l'any 2010 va participar en la ficció Herois per casualitat en el paper de Teresa, que es va emetre el gener de 2011 a Rai 1. En el mateix període es va estrenar als cinemes la pel·lícula Immaturi, en la qual va ser dirigida per Paolo Genovese.
L'any 2011 va protagonitzar la pel·lícula de Ficarra & Picone Anche se è amore non si vede en el paper de Gisella, la històrica núvia de Valentino: la pel·lícula es va estrenar als cinemes el 25 de novembre de 2011. L'estiu de 2011 va començar a rodar la seqüela dImmaturi titulada Immaturi - Il viaggio, de Paolo Genovese, ambientada a Paros a Grècia, estrenada als cinemes el 4 de gener de 2012. El novembre de 2011 va participar, en alguns capítols, al programa Piazzapulita dirigit per Corrado Formigli a LA7 on va recitar alguns monòlegs en el paper de la Caste Diva.
De nou l'any 2011, Ambra també va participar al teatre amb l'espectacle de Stefania De Santis, I fists in the pocket, una versió teatral de la pel·lícula homònima de Marco Bellocchio de 1965, en la qual s'hi va acompanyar Pier Giorgio Bellocchio, fill del director. També l'any 2012 va treballar al teatre, amb l'espectacle Ti ricordi di me? dirigida per Sergio Zecca, en la qual protagonitza juntament amb Edoardo Leo.
A la tardor del 2012 també va tornar al cinema amb dues pel·lícules: a l'octubre es va estrenar Viva l'Italia dirigida per Massimiliano Bruno i interpretada juntament amb Michele Placido, Alessandro Gassmann i Raoul Bova, pel·lícula per a la qual també va ser nominada al "David di Donatello" com a millor actriu secundària, mentre que el mes següent la pel·lícula We see you at home, dirigida per Maurizio Ponzi, en la qual Ambra sempre és entre les protagonistes juntament amb Edoardo Leo, Giuliana De Sio i Nicolas Vaporidis.
Posteriorment va protagonitzar la comèdia Never United States dirigida per Carlo Vanzina, estrenada als cinemes el 3 de gener de 2013. També l'any 2013 també va estar al cinema amb una altra comèdia, Stay away from me dirigida per Alessio Maria Federici en la qual protagonitza al costat. Enrico Brignano, distribuït a les sales al novembre.
A principis del 2014 segueix al cinema amb dues comèdies: Maldamore, dirigida per Angelo Longoni i produïda per Maria Grazia Cucinotta i Ti ricordi di me? dirigida per Rolando Ravello, versió cinematogràfica de l'obra homònima de Sergio Zecca. També reprèn la gira de l'obra teatral The Mysterious Disappearance of W..
La tardor del 2014, al costat d'Ale i Franz, va acollir el cinquè capítol de la dissetena edició del programa d'humor Zelig en prime time de Canale 5; més tard torna al cinema amb la comèdia Un Natale stupefacente dirigida per Volfango De Biasi, a la qual s'acompanya un altre famós duet de còmics, Lillo & Greg; la pel·lícula es va estrenar a les sales a partir del 18 de desembre de 2014. El mateix any també va participar en el curtmetratge Come un cadavere ad Acapulco dirigit per Alessio Pizzicannella.
L'any 2015 va participar en la pel·lícula La scelta, dirigida per Michele Placido, interpretada juntament amb Raoul Bova, Valeria Solarino i el mateix Placido, distribuïda al circuit cinematogràfic a partir del 2 d'abril.
De nou amb Michele Placido, a la tardor del mateix any, també va tornar al teatre, com a protagonista de l'obra Tradimenti, que va dirigir. Paral·lelament també està ocupada al plató de la comèdia Al posto tuo, dirigida per Max Croci i interpretada al costat de Luca Argentero i Stefano Fresi, que es distribueix als cinemes el setembre de 2016. El novembre de 2016 s'estrena una altra pel·lícula, 7 minuti., dirigida per Michele Placido, en la qual s'uneixen a Angiolini no només Plàcido, sinó també Cristiana Capotondi, Fiorella Mannoia, Violante Placido, Ottavia Piccolo i Maria Nazionale.
L'estiu del 2016 també va tornar a la televisió presentant la segona temporada del docu-reality Couples in anticipation, emès a Rai 2. La primavera del 2017 va tornar al cinema en una altra comèdia dirigida per Max Croci, La verità, vi spiego, sull'amore en la qual s'acompanyen Carolina Crescentini, Edoardo Pesce, Giuliana De Sio i Massimo Poggio.
També a la primavera de 2017, va ocupar el paper de jurat a la tarda de la setzena edició del programa de talents de Canale 5 Amici di Maria De Filippi, mentre que el mes de juny següent una nova versió de la cançó Io, te, Francesca e Davide va ser publicat (originalment inclòs a l'àlbum Ritmo Vitale de 1997), gravat juntament amb Síria i llançat com a senzill.
A la tardor va tornar al cinema amb la comèdia d'Alessio Maria Federici, Terapia di coppia per amanti, en la qual s'hi van acompanyar Sergio Rubini i Pietro Sermonti. El 15 de desembre de 2017 va ser membre del jurat de "Sara Sanremo" dirigida per Claudia Gerini i Federico Russo a Rai 1 en què es van seleccionar els participants de la secció Noves propostes i es van anunciar els 20 participants de la categoria Gran del Festival de Sanremo 2018.
El febrer de 2018 va estar entre els signants de "Dissenso Comune", un manifest de suport a les víctimes de l'assetjament en el món del cinema italià, signat per 124 actrius i treballadors del món de l'espectacle.
L'any 2018 va aparèixer amb un breu cameo a la comèdia Vengo anch'io, el debut cinematogràfic del duo còmic Nuzzo i Di Biase i, en el mateix període, va conduir el programa de prime time Cyrano - L'amore fa miracoli a Rai 3 a tàndem amb Massimo Gramellini, amb mals resultats auditius.
L'1 de maig de 2018, juntament amb Lodovico Guenzi, va acollir la retransmissió televisiva en directe del Concert del Primer de Maig a Rai 3, l'esdeveniment musical organitzat anualment per CGIL, CISL i UIL a la Piazza San Giovanni a Roma amb motiu del Dia Internacional dels Treballadors; després de l'èxit aconseguit, es confirma el mateix maridatge per dur a terme l'esdeveniment també per al 2019.
El 29 de maig de 2018 es va emetre en prime time a Rai 1 la telefilm Il fulgore di Dony, dirigida per Pupi Avati, que la veu entre les protagonistes.

## 2018-2022: cinema i televisió
L'estiu del 2018 va començar a rodar la sèrie de thriller Il silenzio dell'acqua, dirigida per Pier Belloni, i interpretada al costat de Giorgio Pasotti, Carlotta Natoli, Fausto Maria Sciarappa i Thomas Trabacchi; la sèrie s'emet a Canale 5 en prime time del 8 al 24 de març de 2019. Després de l'èxit aconseguit, la sèrie s'ha confirmat per a una segona temporada, el rodatge de la qual tindrà lloc a la tardor de 2019, emesa a la mateixa cadena a partir del 27 de novembre de 2020.
A la tardor del 2018 també participa en el doblatge italià de la pel·lícula d'animació de Disney-Pixar Gli Incredibili 2, en què posa la veu al personatge d'Evelyn Deavor; la pel·lícula s'estrena als cinemes italians el 19 de setembre. L'any següent, juntament amb Camila Raznovich, va ser el testimoni de la campanya publicitària creada per Corepla per a la recollida i reciclatge d'envasos de plàstic. El desembre de 2019 presta la seva veu al personatge d'Alva a la pel·lícula d'animació Klaus - I segreti del Natale.
El 2019 torna de nou al cinema, entre les protagonistes de la comèdia Brave ragazze, dirigida per Michela Andreozzi i interpretada juntament amb Luca Argentero, Stefania Sandrelli, Serena Rossi, Ilenia Pastorelli i la mateixa Andreozzi, distribuïda a les sales a partir del 10 d'octubre.
L'11 de gener de 2020 torna al teatre amb l'espectacle Il nodo de Johnna Adams, interpretat juntament amb Ludovica Modugno en què porta a escena el tema del bullying. El 7 de febrer es publica l'àlbum Masini +1 30th Anniversary de Marco Masini, que conté un duet amb Ambra a la cançó Ti Wish. L'1 de maig, en directe des del "Teatro delle Vittorie", dirigeix per tercer any consecutiu el Concert del Primer de Maig. El 5 de juny de 2020 es va estrenar el videoclip de la cançó Mi manca de Bugo amb Ermal Meta, de la qual és la protagonista.
El 3 de novembre de 2020 s'estrena InFame per a Rizzoli, una novel·la autobiogràfica en la qual explica la seva experiència amb la bulímia. L'1 de maig de 2021 dirigeix el Concertone per quart any consecutiu, flanquejada per Stefano Fresi amb la participació de Lillo. L'1 d'octubre va pujar a l'escenari de l'Arena de Verona, convidat del concert de celebració dels trenta anys de carrera de Marco Masini. Juntament amb la cantautora toscana, canta la cançó Ti Vorrei i balla al son de Le ragazze serie..
El 2022 torna a ser dirigida per Ferzan Özpetek a Le fate ignoranti - La sèrie, un reinici televisiu de la seva pel·lícula homònima del 2001, interpretada juntament amb Luca Argentero, Cristiana Capotondi i Eduardo Scarpetta, estrenada el 13 d'abril a Disney Plus. plataforma de streaming (de la qual la sèrie representa la primera producció italiana); també apareix al vídeo de la cançó Buttare l'amore de Mina, banda sonora de la sèrie. El 27 de gener del mateix any es va estrenar als cinemes la pel·lícula La notte più lunga dell'anno, de Simone Aleandri, de la qual és la protagonista.
L'1 de maig de 2022 va dirigir el "Concerto del Primo Maggio" per cinquè any consecutiu, aquest últim havent tornat a assistir després de dos anys.
El maig de 2022 es va anunciar la seva participació a l'edició de 2022 de X Factor en el paper de jutge, flanquejat en el mateix paper per Fedez, Dargen D'Amico i Rkomi. En el mateix període va ser premiada com a millor actriu secundària en una sèrie al Nastri D'argento pel paper d'Annamaria a Le fate ignoranti - La sèrie. L'11 de novembre es publica l'àlbum Il mondo è nostro de Tiziano Ferro, que conté un duet amb Ambra a la cançó Ambra/Tiziano. El 8 de desembre, durant la final al Mediolanum Forum de X Factor 2022, va actuar amb T'appartengo més de vint anys després de la seva darrera actuació televisiva. L'actuació es va fer viral immediatament, conquerint en només tres dies uns 11 milions de visualitzacions als comptes socials del programa de talent, el primer lloc de les tendències de YouTube i el primer lloc del rànquing dels singles més comprats diàriament a iTunes.

## Vida privada
Del 2004 al 2015 va ser companya del cantant Francesco Renga, amb qui va tenir dos fills, Jolanda (2004) i Leonardo (2006). El 22 de setembre de 2018, en una entrevista al diari Leggo, va revelar que havia patit una bulímia, que va superar amb la seva relació amb Francesco Renga i la concepció de la seva filla Jolanda. Del 2017 al 2021 va estar compromesa amb l'entrenador de futbol Massimiliano Allegri.